# Cukrzyki
Cukrzyki (Coerebinae) – podrodzina ptaków z rodziny tanagrowatych (Thraupidae).

## Występowanie
Podrodzina obejmuje gatunki występujące w Ameryce.

## Systematyka
Do podrodziny należą następujące rodzaje:
- Coereba – jedynym przedstawicielem jest Coereba flaveola – cukrzyk
- Tiaris – jedynym przedstawicielem jest Tiaris olivaceus – kubanik
- Euneornis – jedynym przedstawicielem jest Euneornis campestris – gardlik
- Melopyrrha
- Loxipasser – jedynym przedstawicielem jest Loxipasser anoxanthus – jamajczyk
- Phonipara – jedynym przedstawicielem jest Phonipara canora – ziębołuszcz kubański
- Melanospiza
- Loxigilla
- Asemospiza
- Certhidea
- Platyspiza – jedynym przedstawicielem jest Platyspiza crassirostris – wegetariańczyk
- Pinaroloxias – jedynym przedstawicielem jest Pinaroloxias inornata – kokośnik
- Geospiza
- Camarhynchus